# Caerphilly (hrabstwo)
Caerphilly (wal. Caerffili) – hrabstwo miejskie w południowej Walii. Od wschodu graniczy z Blaenau Gwent i Torfaen, od południa z Newport i Cardiff, od zachodu z Rhondda Cynon Taf i Merthyr Tydfil a od północy z hrabstwem Powys.

## Miejscowości
Na terenie hrabstwa znajdują się następujące miejscowości (w nawiasach liczba ludności w 2011):

- Caerphilly (41 402)
- Blackwood (24 042)
- Ystrad Mynach (19 204)
- Risca (14 958)
- Bargoed (11 537)
- Newbridge (9590)
- Pontllanfraith (9220)
- Abertridwr (6504)
- Abercarn (5352)
- Rhymney (5151)
- Nelson (4647)
- New Tredegar (4208)
- Llanbradach (3746)
- Machen (2362)
- Pontlottyn (1924)
- Pen-twyn (1540)
- Markham (1495)
- Abertysswg (1462)
- Cwmfelinfach (1383)
- Fochriw (1250)
- Wattsville (1065)
- Deri (1006)
- Aberbargoed (994)
- Ynysddu (959)
- Argoed (891)